# Sindika
Sindika, Sindica of Sindi was de hoofdstad van het rijk der Sindi dat gesticht werd in de 6e eeuw v.Chr.. 
In de 4e eeuw v.Chr. werd dit Sindirijk veroverd door het Bosporuskoninkrijk. De naam van de stad werd daarop veranderd in Gorgippia. 
Archeologische opgravingen hebben de ruïnes van Sindika/Gorgippia aangetroffen bij het dorpje Rajevskoje in de buurt van de stad Anapa in de Russische kraj Krasnodar.

## Geschiedenis
Op het schiereiland Taman woonde vanaf 1000 v.Chr. een stam genaamd de Sindi. Ten noorden van hen woonden de  Maeotae. De Sindi hielden zich vooral bezig met landbouw, visserij en de handel met Urartu. 
Vanaf de 6e eeuw v.Chr. ontstonden de eerste Griekse koloniën aan de Zwarte Zeekust, waarna de Sindi daar hun belangrijkste handelsrelaties mee aanknoopten. De stad Sindika ontstond in dezelfde eeuw en werd later de hoofdstad van het koninkrijk Sindi (of Sindika). Het koninkrijk ontstond in de 5e eeuw v.Chr. nadat men zich genoodzaakt zag zich militair te verdedigen tegen de oprukkende Scythen. 
De handel van de Sindi met de Grieken verliep vooral via Sindika, de stad Korokondama en via andere Griekse koloniën op het grondgebied van de Sindi. Ongeveer in de jaren 430 tot 420 v.Chr. werden er mogelijk door de Sindi-koning Sindi Gekatei munten geslagen. Volgens een legende startte zijn vrouw Tirgatao rond 410 v.Chr. een opstand, waarop een oorlog ontstond met het Griekse Bosporuskoninkrijk wat het einde zou betekenen van het rijk. Deze oorlog zou mede veroorzaakt zijn door koning Satyros I van Bosporus die het grondgebied van de Sindi in bezit wilde krijgen.
Onder Levkon I, de zoon van Satyros I, werd Sindi in de 4e eeuw v.Chr. onderdeel van het Bosporuskoninkrijk en werd de stad hernoemd tot Gorgippia, naar diens broer en mederegent Gorgippos van Bosporus.